# جسم مضاد ثلاثي الوظائف

آلية عمل الأجسام المضادة ثلاثية الوظائف، كما هو موضح في الكاتوماكسوماب.

الجسم المضاد ثلاثي الوظائف (trifunctional antibody) هو جسم مضاد وحيد النسيلة يتميز بقدرته الفريدة على ربط ثلاثة أنواع مختلفة من الخلايا، وهي عادةً الخلايا الورمية (عن طريق مستضدات الورم)، والخلايا التائية (عن طريق كتلة التمايز CD3)، والخلايا الإضافية، مثل الخلايا البلعمية الكبيرة، والخلايا المتغصنة، والخلايا القاتلة الطبيعية، والخلايا الأخرى المعبرة عن مستقبلات Fc.

تركيبات محتملة من السلاسل الخفيفة والثقيلة في الأجسام المضادة التي تنتجها سلالات الكوادروما (نوع محدد من الورم الهجين). تحتوي الأجسام المضادة السبعة على اليسار على منطقة ارتباط غير متطابقة واحدة على الأقل. من بين الأجسام المضادة الثلاثة على اليمين، اثنان غير مهجنين، والباقي (أقصى اليمين) هو الجسم المضاد ثلاثي الوظائف المطلوب. لا تنتج الكوادرومات المختلطة الأنواع أيًا من الأجسام المضادة السبعة غير المتطابقة (تقريبًا).